# Koh-Lanta : Johor
Vous pouvez aider à l'améliorer ou bien discuter des problèmes sur sa page de discussion.
- Il n'est pas vérifiable et peut contenir des informations totalement erronées. Il est fortement conseillé aux contributeurs d'étayer son contenu par des sources fiables. Sans cela, sa suppression pourrait être envisagée. (si vous venez d'apposer le bandeau, veuillez cliquer sur ce lien pour créer la discussion et en afficher les indications). (Marqué depuis décembre 2024)
- Il peut contenir un travail inédit ou des déclarations non vérifiées. Vous pouvez l’améliorer en ajoutant des références. (Marqué depuis décembre 2024)

- Archive Wikiwix
- Bing
- Cairn
- DuckDuckGo
- E. Universalis
- Gallica
- Google
- G. Books
- G. News
- G. Scholar
- Persée
- Qwant
- (zh) Baidu
- (ru) Yandex
- (wd) trouver des œuvres sur Wikidata

Vous pouvez aider à l'améliorer ou bien discuter des problèmes sur sa page de discussion.
- Son admissibilité est à vérifier. Motif : manque de sources, de références, TI. Et ce alors qu'un bandeau demande des sources depuis des années, 2018. Les références (buzzesques et étalées sur 4 mois) concernent les audiences + une brève dans un journal régional, déjà dans l'article Koh-Lanta. Info doublonnant l'article principal. Saison ne se démarquant pas particulièrement. Vous êtes invité à le compléter pour expliciter son admissibilité, en y apportant des sources secondaires de qualité. (Marqué depuis juillet 2025)
- Il ne cite pas suffisamment ses sources. Vous pouvez indiquer les passages à sourcer avec {{référence nécessaire}} ou {{Référence souhaitée}}, et inclure les références utiles en les liant aux notes de bas de page. (Marqué depuis avril 2018)
- Certaines de ses couleurs nuisent à son accessibilité et ne respectent pas la charte graphique. Les couleurs ne sont pas interdites, mais il est conseillé d'en faire un usage modéré qui respecte les normes d'accessibilité. (Marqué depuis décembre 2024)
- Son texte doit être wikifié : il ne correspond pas à la mise en forme Wikipédia (style, typographie, liens internes, liens entre les wikis, etc.). (Marqué depuis décembre 2024)

- Archive Wikiwix
- Bing
- Cairn
- DuckDuckGo
- E. Universalis
- Gallica
- Google
- G. Books
- G. News
- G. Scholar
- Persée
- Qwant
- (zh) Baidu
- (ru) Yandex
- (wd) trouver des œuvres sur Wikidata

Koh-Lanta : Johor est la 14e édition régulière de l'émission de téléréalité Koh-Lanta, diffusée sur TF1 du 24 avril au 24 juillet 2015. Le tournage a eu lieu dans l'État malaisien de Johor, dans l'archipel de Seribuat, en automne 2014. Les deux tribus initiales étaient Tinggi et Lankawaï. C'est Marc qui a remporté cette édition face à Chantal, et ainsi remporté 100 000 € dont il a fait don à une association.
Le lancement de cette nouvelle saison, initialement prévu le 3 avril 2015 selon les journalistes médias, fut retardé par TF1 en raison de l'accident d'hélicoptères survenu lors du tournage de Dropped, une autre émission de la société Adventure Line Productions.

## Nouveautés
- Si vous ne connaissez pas le sujet, laissez ce bandeau (vous pouvez alors contacter les auteurs).
- Si vous supprimez le contenu mis en cause (vous pouvez préalablement contacter les auteurs),

argumentez précisément cette suppression dans la page de discussion
(un manque de référence n'est pas un argument ; une recherche réelle de référence doit avoir été effectuée, être formellement documentée).
- Lors du débarquement, les candidats arrivent dans un village abandonné où ils doivent réunir un maximum de matériel pour la suite de l'aventure. L'équipe gagnante du premier jeu de confort a pu emporter sur son camp tout ce qui a été ramassé.
- Un message caché se trouvait aussi dans le village. C'est Cédric qui l'a trouvé, et a obtenu la responsabilité de composer les tribus. Pour cela, il est capitaine de l'une des équipes, et doit désigner celui de la tribu adverse : il choisit Christophe. Avec le message était également inclus un indice sur l'emplacement d'un collier d'immunité.
- Avant l'épreuve de confort du 4e jour, les deux équipes doivent choisir un homme et une femme de l'équipe adverse qui doivent quitter immédiatement leur tribu, et vivre sur l'île des bannis pour une durée indéterminée. Les rouges choisissent Manon et Sébastien, les jaunes choisissent Cédric et Jessica.
- Le 7e jour, les quatre bannis s'affrontent dans une épreuve par binôme de couleur. Manon et Sébastien l'emportent sur Cédric et Jessica, et deviennent les capitaines des deux nouvelles tribus. Sébastien remporte un tirage au sort qui lui permet de choisir sa nouvelle couleur : il compose la nouvelle équipe jaune, tandis que Manon compose la nouvelle équipe rouge.
- Après l'épreuve de confort du 13e jour, Denis Brogniart annonce aux candidats que dès le lendemain, les deux équipes échangeront leur campement jusqu'à la réunification.
- Lors de la réunification, à l'instar des saisons 11 et 12, les ambassadeurs sont choisis par l'équipe adverse. Toutefois, contrairement à ces deux saisons, aucun émissaire n'a été envoyé.
- La règle des binômes, introduite pendant la saison 12, est reconduite lors du 9e épisode. Les binômes sont déterminés par tirage au sort, de telle sorte qu'il y ait un binôme masculin et quatre binômes mixtes.

## Candidats
- Si vous ne connaissez pas le sujet, laissez ce bandeau (vous pouvez alors contacter les auteurs).
- Si vous supprimez le contenu mis en cause (vous pouvez préalablement contacter les auteurs),

argumentez précisément cette suppression dans la page de discussion
(un manque de référence n'est pas un argument ; une recherche réelle de référence doit avoir été effectuée, être formellement documentée).
 (décembre 2024).
Les candidats de cette saison sont au nombre de 20 et ils sont âgés de 20 à 54 ans.
| Candidats | Candidats  | Professions               | Âges   | Localisations        | Tribu | Jury final         | Départ          |
| --------- | ---------- | ------------------------- | ------ | -------------------- | --- | ------------------ | --------------- |
| ♀         | Babeth     | Agricultrice              | 52 ans | Yonne                | - Lankawaï (jour 1 – 3)                                                                                           |                    | Éliminée        |
| ♀         | Marie-Anne | Mère au foyer             | 38 ans | Bouches-du-Rhône     | - Tinggi (jour 1 – 6)                                                                                             | Éliminée           |                 |
| ♂         | Benoît     | Recruteur                 | 27 ans | Rhône                | - Tinggi (jour 1 – 9)                                                                                             | Éliminé            |                 |
| ♀         | Manon      | Étudiante                 | 24 ans | Nord                 | - Lankawaï (jour 1 – 4) - Bannie (jour 4 – 7) - Tinggi (jour 7 – 12)                                              | Abandon volontaire |                 |
| ♂         | Loïc       | Étudiant                  | 20 ans | Ain                  | - Lankawaï (jour 1 – 7) - Tinggi (jour 7 – 13)                                                                    | Abandon médical    |                 |
| ♀         | Isabelle   | Professeur de danse       | 54 ans | Val-de-Marne         | - Lankawaï (jour 1 – 12) - Éliminée (jour 12 – 14) - Tinggi (jour 14 – 15)                                        | Éliminée           |                 |
| ♀         | Margot     | Étudiante                 | 22 ans | Seine-Maritime       | - Tinggi (jour 1 – 7) - Lankawaï (jour 7 – 19)                                                                    | Abandon médical    |                 |
| ♂         | Alban      | Agent immobilier          | 28 ans | Rhône                | - Lankawaï (jour 1 – 7) - Tinggi (jour 7 – 19)                                                                    | 1er membre         | Éliminé         |
| ♀         | Corinne    | Commerçante               | 45 ans | Var                  | - Tinggi (jour 1 – 7) - Lankawaï (jour 7 – 19) - Tribu réunifiée (jour 19 – 21)                                   | 2e membre          | Abandon médical |
| ♂         | Cédric     | Consultant                | 36 ans | Paris                | - Tinggi (jour 1 – 4) - Banni (jour 4 – 7) - Lankawaï (jour 7 – 19) - Tribu réunifiée (jour 19 – 23)              | 3e membre          | Éliminé         |
| ♀         | Charlaine  | Étudiante en STAPS        | 21 ans | Meurthe-et-Moselle   | - Lankawaï (jour 1 – 19) - Tribu réunifiée (jour 19 – 26)                                                         | 4e membre          | Éliminée        |
| ♂         | Nessim     | Chauffeur de bus          | 26 ans | Val-de-Marne         | - Tinggi (jour 1 – 7) - Lankawaï (jour 7 – 19) - Tribu réunifiée (jour 19 – 26)                                   | 5e membre          | Éliminé         |
| ♂         | Jeff       | Serveur                   | 32 ans | Bouches-du-Rhône     | - Tinggi (jour 1 – 19) - Tribu réunifiée (jour 19 – 20) - Éliminé (jour 20 – 21) - Tribu réunifiée (jour 21 – 29) | 6e membre          | Éliminé         |
| ♂         | Christophe | Entrepreneur              | 30 ans | Nord                 | - Lankawaï (jour 1 – 17) - Éliminé (jour 17 – 19) - Tribu réunifiée (jour 19 – 32)                                | 7e membre          | Éliminé         |
| ♀         | Jessica    | Animatrice pour enfants   | 31 ans | Essonne              | - Tinggi (jour 1 – 4) - Bannie (jour 4 – 7) - Tinggi (jour 7 – 19) - Tribu réunifiée (jour 19 – 34)               | 8e membre          | Éliminée        |
| ♂         | Sébastien  | Diplômé d'agroalimentaire | 25 ans | Pyrénées-Atlantiques | - Lankawaï (jour 1 – 4) - Banni (jour 4 – 7) - Lankawaï (jour 7 – 19) - Tribu réunifiée (jour 19 – 37)            | 9e membre          | Éliminé         |
| ♂         | Bruno      | Agent maritime            | 52 ans | Seine-Maritime       | - Tinggi (jour 1 – 19) - Tribu réunifiée (jour 19 – 38)                                                           | 10e membre         | Éliminé         |
| ♀         | Mélissa    | Assistante administrative | 28 ans | Bouches-du-Rhône     | - Lankawaï (jour 1 – 7) - Tinggi (jour 7 – 19) - Tribu réunifiée (jour 19 – 39)                                   | 11e membre         | Éliminée        |
| ♀         | Chantal    | Styliste                  | 45 ans | Morbihan             | - Tinggi (jour 1 – 19) - Tribu réunifiée (jour 19 – 40)                                                           |                    | Finaliste       |
| ♂         | Marc       | Entrepreneur              | 44 ans | Maine-et-Loire       | - Lankawaï (jour 1 – 19) - Tribu réunifiée (jour 19 – 40)                                                         | Vainqueur          |                 |

## Déroulement
- Si vous ne connaissez pas le sujet, laissez ce bandeau (vous pouvez alors contacter les auteurs).
- Si vous supprimez le contenu mis en cause (vous pouvez préalablement contacter les auteurs),

argumentez précisément cette suppression dans la page de discussion
(un manque de référence n'est pas un argument ; une recherche réelle de référence doit avoir été effectuée, être formellement documentée).

### Bilan par épisode
| Épisode              | Diffusion       | Épreuves                 | Épreuves            | Conseil             | Conseil       | Conseil       |
| Épisode              | Diffusion       | Épreuve initiale         | Épreuve initiale    | Éliminé             | Vote          | Départ        |
| -------------------- | --------------- | ------------------------ | ------------------- | ------------------- | ------------- | ------------- |
| 1er épisode          | 24 avril 2015   | Cédric                   | Cédric              | Éliminé             | Vote          | Départ        |
|                      |                 | Confort                  | Immunité            | Éliminé             | Vote          | Départ        |
| 1er épisode          | 24 avril 2015   | Tinggi                   | Tinggi              | Babeth              | 7-2-1         | Jour 3        |
| 2e épisode           | 1er mai 2015    | Tinggi                   | Lankawaï            | Marie-Anne          | 5-3           | Jour 6        |
| 3e épisode           | 8 mai 2015      | Lankawaï                 | Lankawaï            | Benoît              | 8-1-1         | Jour 9        |
| 4e épisode           | 15 mai 2015     | Lankawaï                 | Tinggi              | Isabelle            | 6-2-2         | Jour 12       |
| 5e épisode           | 22 mai 2015     | Lankawaï                 | Lankawaï            | Isabelle            | 5-1-1-1       | Jour 15       |
| 6e épisode           | 29 mai 2015     | Tinggi                   | Tinggi              | Christophe          | 5-2-2         | Jour 17       |
| 7e épisode           | 5 juin 2015     | Tinggi                   | Marc                | Jeff                | 6-5-1-1       | Jour 20       |
| 8e épisode           | 12 juin 2015    | Jessica                  | Chantal             | Cédric              | 6-6           | Jour 23       |
| 9e épisode           | 19 juin 2015    | Chantal et Sébastien     | Jeff et Jessica     | Charlaine et Nessim | 8-1-1-1       | Jour 26       |
| 10e épisode          | 26 juin 2015    | Marc                     | Jessica             | Jeff                | 4-2-2-1       | Jour 29       |
| 11e épisode          | 3 juillet 2015  | Mélissa                  | Marc                | Christophe          | 6-1-1         | Jour 32       |
| 12e épisode          | 10 juillet 2015 | Bruno                    | Marc                | Jessica             | 4-3           | Jour 34       |
| 13e épisode          | 17 juillet 2015 | Sébastien                | Mélissa             | Sébastien           | 3-3/3-2       | Jour 37       |
|                      |                 | Épreuve d'orientation    | Épreuve des poteaux | Conseil final       | Conseil final | Conseil final |
| 14e épisode (Finale) | 24 juillet 2015 | Chantal, Marc et Mélissa | Chantal             | Marc                | 9-2           | Gagnant       |

#### Colliers d'immunité
|                     | Localisation | Propriétaire          | Utilisation | Utilisation | Utilisation | Votes annulés |
| Statut              | Localisation | Propriétaire          | Jour        | Épisode     |             | Votes annulés |
| Colliers d'immunité |              |                       |             |             |             |               |
| ------------------- | ------------ | --------------------- | ----------- | ----------- | ----------- | ------------- |
| Colliers d'immunité | Tinggi       | Mélissa (jour 8 - 23) | Utilisée    | 23e         | 8e          | 6/12          |
| Colliers d'immunité | Lankawaï     | Bruno (jour 37)       | Utilisé     | 37e         | 13e         | 0/6           |

### Détail des éliminations
|             | Tribus initiales | Tribus initiales | Tribus recomposées | Tribus recomposées | Tribus recomposées | Tribus recomposées | Tribus recomposées | Tribus recomposées | Tribus recomposées | Tribus recomposées | Tribu réunifiée | Tribu réunifiée | Tribu réunifiée | Tribu réunifiée | Tribu réunifiée | Tribu réunifiée | Tribu réunifiée | Tribu réunifiée | Tribu réunifiée | Tribu réunifiée | Tribu réunifiée | Tribu réunifiée | Tribu réunifiée | Tribu réunifiée | Tribu réunifiée | Tribu réunifiée |
| ----------- | ---------------- | ---------------- | ------------------ | ------------------ | ------------------ | ------------------ | ------------------ | ------------------ | ------------------ | ------------------ | --------------- | --------------- | --------------- | --------------- | --------------- | --------------- | --------------- | --------------- | --------------- | --------------- | --------------- | --------------- | --------------- | --------------- | --------------- | --------------- |
| ► Épisode   | 1                | 2                | 3                  | 4                  | 4                  | 5                  | 5                  | 6                  | 7                  | 7                  | 7               | 7               | 8               | 8               | 8               | 9               | 9               | 10              | 11              | 12              | 13              | 13              | 14              | 14              | Finaliste       | Vainqueur       |
| ► Éliminé   | Babeth           | Marie-Anne       | Benoît             | Manon              | Isabelle           | Loïc               | Isabelle           | Christophe         | Margot             | Alban              | Jeff            | Jeff            | Corinne         | Cédric          | Cédric          | Charlaine       | Nessim          | Jeff            | Christophe      | Jessica         | Sébastien       | Sébastien       | Bruno           | Mélissa         | Chantal         | Marc            |
| ► Votes     | 7/10             | 5/8              | 8/10               | 0                  | 6/10               | 0                  | 5/8                | 5/9                | 0                  | 2                  | 6/13            | 6/13            | 0               | 6/12            | 6/12            | 8/11            | 0               | 4/9             | 6/8             | 4/7             | /               | 3/5             | 0               | 1               | 2/11            | 9/11            |
| ▼ Candidats | Votes            | Votes            | Votes              | Votes              | Votes              | Votes              | Votes              | Votes              | Votes              | Votes              | Votes           | Votes           | Votes           | Votes           | Votes           | Votes           | Votes           | Votes           | Votes           | Votes           | Votes           | Votes           | Votes           | Votes           | Votes           | Votes           |
| Marc        | Isabelle         |                  |                    |                    | Isabelle           |                    |                    | Corinne            |                    |                    | Jeff            | Jeff            |                 | Mélissa         | Mélissa         | Charlaine       |                 | Jeff            | Christophe      | Jessica         | Sébastien       | Sébastien       |                 |                 | Jury final      | Jury final      |
| Chantal     |                  | Marie-Anne       | Benoît             |                    |                    |                    | Mélissa            |                    |                    |                    | Sébastien       | Sébastien       |                 | Cédric          | Cédric          | Charlaine       |                 | Jeff            | Christophe      | Jessica         | Sébastien       | Sébastien       |                 | Mélissa         | Jury final      | Jury final      |
| Mélissa     | Babeth           |                  | Benoît             |                    |                    |                    | Isabelle           |                    |                    |                    | Sébastien       | Sébastien       |                 | Cédric          | Cédric          | Charlaine       |                 | Marc            | Christophe      | Chantal         | Chantal         | Chantal         |                 |                 |                 | Marc            |
| Bruno       |                  | Marie-Anne       | Benoît             |                    |                    |                    | Isabelle           |                    |                    |                    | Sébastien       | Sébastien       |                 | Cédric          | Cédric          | Charlaine       |                 | Jeff            | Christophe      | Jessica         | Sébastien       | Sébastien       |                 |                 | Chantal         |                 |
| Sébastien   | Babeth           |                  |                    |                    | Isabelle           |                    |                    | Corinne            |                    |                    | Jeff            | Jeff            |                 | Mélissa         | Mélissa         | Charlaine       |                 | Jeff            | Christophe      | Jessica         | Chantal         | Chantal         |                 |                 |                 | Marc            |
| Jessica     |                  | [ N 23 ]         | Benoît             |                    |                    |                    | Isabelle           |                    |                    |                    | Sébastien       | Sébastien       |                 | Cédric          | Cédric          | Charlaine       |                 | Marc            | Christophe      | Chantal         | Chantal         |                 |                 |                 |                 | Marc            |
| Christophe  | Babeth           |                  |                    |                    | Isabelle           |                    |                    | Charlaine          | [ N 24 ]           |                    | Charlaine       | Jeff            |                 | Mélissa         | Mélissa         | Charlaine       |                 | Mélissa         | Mélissa         | Chantal         |                 |                 |                 |                 | Chantal         |                 |
| Jeff        |                  | Corinne          | Benoît             |                    |                    |                    | Isabelle           |                    |                    | Alban              | Sébastien       | Sébastien       | [ N 25 ]        | Cédric          | Cédric          | Charlaine       |                 | Christophe      | Marc            |                 |                 |                 |                 |                 |                 | Marc            |
| Nessim      |                  | Marie-Anne       |                    |                    | Isabelle           |                    |                    | Christophe         |                    |                    | Jeff            | Jeff            |                 | Mélissa         | Mélissa         | Chantal         |                 |                 |                 |                 |                 |                 |                 |                 |                 | Marc            |
| Charlaine   | Babeth           |                  |                    |                    | Christophe         |                    |                    | Christophe         |                    |                    | Jeff            | Jeff            |                 | Mélissa         | Mélissa         | Christophe      |                 | Christophe      |                 |                 |                 |                 |                 |                 |                 | Marc            |
| Cédric      |                  | [ N 23 ]         |                    |                    | Isabelle           |                    |                    | Christophe         |                    | Alban              | Jeff            | Jeff            |                 | Mélissa         | Mélissa         | Mélissa         |                 |                 |                 |                 |                 |                 |                 |                 |                 | Marc            |
| Corinne     |                  | Marie-Anne       |                    |                    | Isabelle           |                    |                    | Christophe         |                    |                    | [ N 26 ]        | [ N 26 ]        |                 |                 |                 |                 |                 |                 |                 |                 |                 |                 |                 |                 |                 | Marc            |
| Alban       | Babeth           |                  | Benoît             |                    |                    |                    | Isabelle           |                    |                    |                    |                 |                 |                 |                 |                 |                 |                 |                 |                 |                 |                 |                 |                 |                 |                 | Marc            |
| Margot      |                  | Marie-Anne       |                    |                    | Christophe         |                    |                    | Christophe         |                    |                    |                 |                 |                 |                 |                 |                 |                 |                 |                 |                 |                 |                 |                 |                 |                 |                 |
| Isabelle    | Marc             |                  |                    |                    | Corinne            | [ N 27 ]           | Jessica            | Charlaine          |                    |                    | Alban           | Alban           |                 |                 |                 |                 |                 |                 |                 |                 |                 |                 |                 |                 |                 |                 |
| Loïc        | Babeth           |                  | Benoît             |                    |                    |                    |                    |                    |                    |                    |                 |                 |                 |                 |                 |                 |                 |                 |                 |                 |                 |                 |                 |                 |                 |                 |
| Manon       | Babeth           |                  | Benoît             |                    |                    |                    |                    |                    |                    |                    |                 |                 |                 |                 |                 |                 |                 |                 |                 |                 |                 |                 |                 |                 |                 |                 |
| Benoît      |                  | Corinne          | Loïc               |                    |                    |                    | Loïc               |                    |                    |                    |                 |                 |                 |                 |                 |                 |                 |                 |                 |                 |                 |                 |                 |                 |                 |                 |
| Marie-Anne  |                  | Corinne          |                    |                    | Corinne            |                    |                    |                    |                    |                    |                 |                 |                 |                 |                 |                 |                 |                 |                 |                 |                 |                 |                 |                 |                 |                 |
| Babeth      | Marc             |                  | Manon              |                    |                    |                    |                    |                    |                    |                    |                 |                 |                 |                 |                 |                 |                 |                 |                 |                 |                 |                 |                 |                 |                 |                 |

Notes :
- Un vote en fond noir symbolise un vote noir, qui est subséquent à l'élimination d'un candidat lors d'un conseil. Il compte pour le conseil suivant de la tribu.

## Résumés détaillés
- Si vous ne connaissez pas le sujet, laissez ce bandeau (vous pouvez alors contacter les auteurs).
- Si vous supprimez le contenu mis en cause (vous pouvez préalablement contacter les auteurs),

argumentez précisément cette suppression dans la page de discussion
(un manque de référence n'est pas un argument ; une recherche réelle de référence doit avoir été effectuée, être formellement documentée).

### 1erépisode: l'arrivée des aventuriers

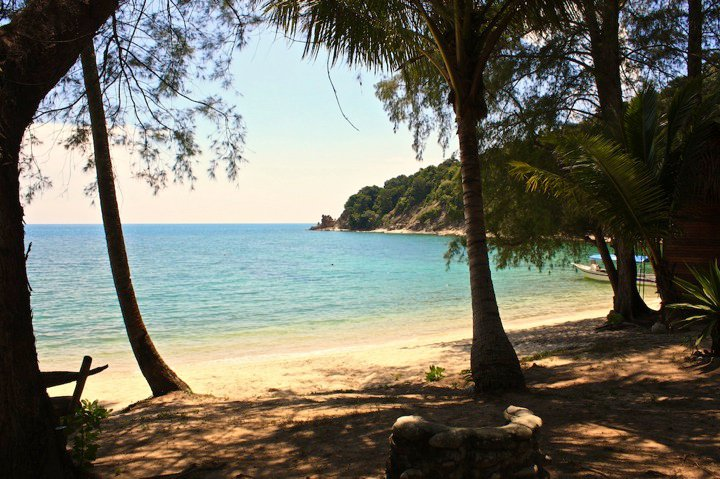
Les aventuriers se sont échoués sur cet archipel

Cet épisode a été diffusé le 24 avril 2015.
Les vingt nouveaux aventuriers se font connaissance sur un bateau, Denis Brogniart le survole à bord d'un hélicoptère et annonce aux candidats que, une fois arrivés sur l'île à la nage, ils devront trouver un message dissimulé dans un village abandonné. Jeff arrive premier sur l'ile mais Cédric le talonne et trouve le message. Ce message indique qu'il aura la possibilité de composer les équipes et est accompagné d'une carte de l'ile figurant le collier d'immunité et le manioc.
Pendant ce temps, le reste des aventuriers collecte le maximum de provisions, notamment du citron, pour leurs camps et comme ils se sont échoués face à un ancien village, ils ont pu récupérer des tables, des cordages, etc.
Denis arrive sur l'ile et annonce que Cédric, qui a trouvé le message, sera capitaine de l'équipe des rouges, les Tinggi. Il a la possibilité de choisir le capitaine des jaunes, les Lankawaï, et choisit Christophe.
Les rouges sont composés de : Cédric, Jeff, Bruno, Chantal, Jessica, Margot, Benoît, Nessim, Marie-Anne et Corinne et les jaunes sont composés de : Christophe, Sébastien, Marc, Mélissa, Charlaine, Manon, Alban, Isabelle, Babeth et Loïc.
Le premier jeu de confort démarre juste après et consiste à traverser un parcours et libérer un panier de fruits dans une cage, de plus ils pourront repartir avec toutes les provisions qu'ils ont récupérées au début. 
Les Tinggi remportent le premier jeu de confort. 
Les équipes découvrent leurs camps respectifs et commencent les organisations et leur premier objectif : trouver le point d'eau.
La première nuit des tinggi a été difficile, en effet, les naufragés ont été réveillés par la marée montante.
Corinne s'est pris l'arc pour allumer le feu dans l'œil ce qui est très douloureux, chez les jaunes, Babeth reproche à l'équipe un manque d'organisation, ce qui ne plaît pas à tout le monde.
L'épreuve d'immunité est une épreuve d'apnée, elle consiste à ramener des pierres au fond de l'eau dans un cercle situé aussi au fond de l'eau.
Les Tinggi l'emportent, les Lankawaï vont au conseil.
Chez les jaunes, Babeth et Isabelle reprochent à Marc de se rendre trop indispensable sur le camp pour assurer sa place au conseil.
Lors du conseil, les jaunes éliminent Babeth à la quasi-unanimité.

### 2eépisode: feu en un temps record, aventuriers bannis et premières déceptions
Cet épisode a été diffusé le 1er mai 2015.
Chez les jaunes, Marc ne se remet toujours pas du conseil de la veille, car il n'a pas été mis au courant du vote collectif contre Babeth, il n'arrive donc pas à trouver sa place. Chez les rouges en revanche, l'atmosphère est plus détendue grâce au cours de relaxation de Marie-Anne, d'autant que cette dernière se creuse les méninges pour être la plus utile possible sur le camp. Pendant ce temps côté jaune, Marc a réussi à faire le feu, il détient le record en l'allumant en à peine deux minutes.
Pour le jeu de confort, si les rouges le gagnent, ils remporteront le feu et si les jaunes l'emportent, ils gagneront une côte de bœuf (car ils détiennent déjà le feu grâce à Marc). Mais avant qu'il démarre, Denis annonce aux aventuriers qu'un homme et une femme de chaque équipe partiront de leurs camps respectifs. Les rouges choisissent de faire partir des jaunes, Manon et Sébastien, et les jaunes choisissent de faire partir des rouges, Jessica et Cédric. Ces quatre aventuriers ne disputeront pas l'épreuve de confort et partiront directement sur une pirogue. Corinne ne disputera pas non plus l'épreuve à cause d'une blessure à la cornée.
L'épreuve est celle des flambeaux, les candidats devront aller chercher leurs lourdes vasques de feu, embraser des torches pour embraser une autre vasque en hauteur par la suite.
Les Tinggi remportent le jeu et le feu.
Les jaunes sont dépités et Loïc ne se sent pas écouté, pour lui, les membres de l'équipe préfèrent écouter les conseils de Christophe, Alban ou Marc plutôt que les siens. Pour lui, son statut de benjamin du camp le pénalise. Christophe, lui, se remet en question sur son rôle de capitaine des jaunes. Les quatre bannis Jessica, Sébastien, Cédric et Manon découvrent leur nouvelle île. Sébastien et Cédric explorent l'île, tandis que Manon et Jessica partent chercher l'eau mais se font attaquer par des guêpes-frelons.
Chez les jaunes, le camp reproche à leur capitaine Christophe de ne pas savoir gérer la ration de riz, il est donc vexé et Mélissa essaye de s'expliquer avec lui sur ce qui ne va pas. L'objectif de l'épreuve d’immunité est de se tenir sur un plan incliné à l'aide d'une perche en file indienne et ce sont les Lankawaï qui remportent le totem. Les bannis reçoivent un message leur disant de s'entraîner sur une épreuve ou il faudra ramener des pierres à l'aide de grappins. 
Lors du conseil des rouges, Marie-Anne est éliminée.

### 3eépisode: Nouvelles équipes

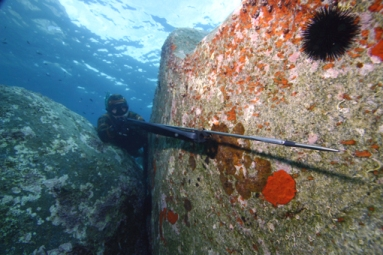
Les lankawaï gagnent un équipement de pêche, dont une arbalète sous-marine.

Cet épisode a été diffusé le 8 mai 2015.
Au matin du 7ème jour, chez les Tinggi, la motivation est lente chez les plus jeunes alors que les anciens : Chantal, Bruno et Corinne, sont déjà réveillés. Corinne constate d'ailleurs que la réserve de riz est très faible.
Avant que l'épreuve des bannis ait lieu, Denis annonce aux candidats que Manon, Sébastien, Cédric et Jessica vont revenir sur leurs camps et qu'ils devront faire une épreuve deux contre deux avant (par couleur : Sébastien avec Manon, Jessica avec Cédric). Le principe de l'épreuve est que, par binômes, ils devront faire coulisser une barre en bois et défaire des nœuds sur leur chemin pour la faire coulisser, puis une fois arrivés au bout du parcours, ramener des pierres avec un grappin.
Manon et Sébastien l'emportent sur Cédric et Jessica et Denis leur annonce à leur grande stupeur, qu'ils pourront recomposer les équipes et en devenir les capitaines. Après un tirage au sort, Manon est capitaine des rouges et Sébastien des jaunes. Manon a choisi dans son équipe : Chantal, Mélissa, Bruno, Jessica, Jeff, Alban, Loïc et Benoît et Sébastien a choisi : Marc, Christophe, Nessim, Charlaine, Cédric, Corinne, Margot et Isabelle.
Les candidats retournent ou vont dans leur nouveau camp et les chez les Lankawaï, les ex-rouges découvrent un décor de carte-postale qui leur changent de l'aspect de jungle côté Tinggi. Chez les rouges, les ex-jaunes sont agréablement surpris de leur nouveau camp.
Alban révèle à Manon sa satisfaction d'être avec elle, Loïc et Mélissa, mais les discours de Marc, la veille les hantent encore. En effet, Mélissa révèle que Marc a parlé à Loïc sur le sujet d'éliminer Alban, puis d'éliminer Manon, Charlaine et même Mélissa. Mélissa se sent donc trahie par Marc avec qui elle a eu des affinités. Loïc a informé les rouges que si Marc irait jusqu'à la réunification, ils devraient se méfier de ce grand stratège. Côté Lankawaï, Nessim (ex-rouge) et Marc se sont liés d'amitiés et Nessim avoue qu'il a eu des aprioris envers Marc et qu'il regrette en disant que Marc est une bonne personne sur qui s'appuyer.
L'épreuve de confort demande de la force, car elle consiste à porter une personne dans chaque équipe, sur une plateforme, dont une fille à chaque fois, et déposer la personne dans l'endroit opposé, délimité par un trait. Et ce sont les Lankawaï qui remportent, avec beaucoup d'avance sur les rouges, le kit de pêche (PMT, fusil, harpon) tant convoité. Jeff, qui espérait l'emporter, se dit dépité.
Les Lankawaï rentrent victorieux avec leurs éléments de pêche, et c'est Marc qui part l'utiliser en premier. Les Tinggi se réconfortent de leur défaite en prenant un bain dans un étang, non-loin du camp, pendant que Mélissa cherche discrètement le fameux collier d'immunité et, par chance, le trouve dans un tronc d'arbre. Un repas de fête a lieu chez les jaunes, grâce aux poissons pêchés par les hommes et le finissent repus. Chez les rouges, en revanche, ce sont des crustacés au repas et une intrigue posée par Chantal, qui croit avoir entendu des coquillages dans un sac sous la cabane. 
Il s'agit bien du sac de Mélissa mais, par chance, Chantal l'ignore mais sait pertinemment qu'il s'agit du collier d'immunité et reproche aux jeunes la volonté de chercher le collier au lieu de la nourriture.
Mélissa a mal dormi, elle n'a pensé qu'au collier d'immunité et au danger qui pourrait se produire, avec la peur qu'elle se mette tout le monde à dos. 
La nuit de certains jaunes a été interrompue car Margot a souffert de l'oreille, les médecins sont intervenus sur le camp et ont retiré de l'oreille de Margot, un petit insecte noir. Le lendemain, le reste du groupe jaune ignore tout de la mésaventure nocturne de Margot, car ils dormaient à poings fermés. Chez les Tinggi, c'est l'angoisse, Chantal est persuadée que Mélissa a le collier et part à sa recherche.
Mais malgré cette crainte, il y a l'épreuve d'immunité à réussir, et l'objectif est d'aller sur une plateforme en mer le plus vite possible, se mettre en ligne sur la poutre, et le candidat le plus loin de la plateforme d'arrivée devra traverser et enjamber toute la poutre avec comme obstacle, ses coéquipiers.
Les Lankawaï remportent le jeu et évitent le conseil. Jeff des rouges, qui refuse catégoriquement de perdre, fait une remarque côté jaune. Pour lui, il n'y a aucun élément faible dans son équipe, mais dans l'autre équipe. Corinne de l'équipe jaune s'est alors reconnue dans les propos de Jeff et se dit outrée, puisqu'elle a réussi l'épreuve haut la main.
Chez les Tinggi, la déception est de mise, d'autant que presque tout le camp souhaite voter contre Alban au conseil. Alban en a parlé à Benoît qui souhaite le sauver à la place de Loïc, à qui il reproche une mauvaise attitude. 
Par la suite, Benoît demande impérativement à Jessica de voter Loïc au conseil, car si ce dernier reste sur le camp, il se dirait mal à l'aise. Jessica ne souhaite pas voter contre Loïc et n'apprécie pas du tout la mentalité de Benoît.
Mais lors du conseil, Benoît se retrouve éliminé avec huit voix contre lui, sa stratégie pour faire sortir Loïc lui a été fatale.

### 4eépisode: Manon jette l'éponge
Cet épisode a été diffusé le 15 mai 2015.
Au réveil, les ex-jaunes sont surpris par le choix des rouges pour l'élimination de Benoît la veille, surtout Alban, qui s'attendait à avoir son nom plusieurs fois dans l'urne. Et cela aide Alban, Mélissa, Manon et Loïc pour leur intégration, qui commencent à se créer des liens chez les Tinggi, malgré leurs défaites à répétition.
Marc et Christophe font le bonheur des jaunes, en leur offrant du poisson au petit-déjeuner.
Chez les rouges, Manon est à bout, et se sent affaiblie. Pour Bruno, ce serait à cause du manque de nourriture et de ce qu'elle a subi, comme son titre d'exilée et de capitaine et l'intégration d'une nouvelle équipe que la nordiste tient sa fatigue.
Avant que le jeu de confort débute, les Tinggi se présentent devant Denis comme à son habitude avant que Manon fasse un malaise et sera, par la suite, emmenée en observation sur décision médicale, elle ne pourra donc pas participer à cette épreuve.
Le jeu de confort qui suit consiste à trouver huit paires de symboles dissimulés sous des panneaux le plus rapidement possible, planter un drapeau pour matérialiser le fait que le candidat a trouvé une paire. Sébastien et Margot ont tiré la boule noire, ils ne participent pas à l'épreuve. À leur plus grand bonheur, les Lankawaï remportent haut la main l'épreuve et gagnent le droit de manger un repas copieux, à bord d'un bateau, avec brochettes de viandes, jus de fruits et musique de fond.
Les Tinggi, eux, rentrent bredouille de leur quatrième défaite. De plus, Loïc a ressenti une douleur à l'adducteur droit, ce qu'il l'a pénalisé. Chantal constate que la pêche est mauvaise et Mélissa craque sous le découragement. Autrement dit, rien ne va plus chez les rouges.
Après que les rouges aient vu le bateau passer devant leur camp avec un sentiment de frustration, les jaunes, eux, rentrent heureux et repus sur leur camp.
Au matin, les Tinggi se lèvent tôt pour chercher de la nourriture, et Chantal trouve un plant de manioc, mais, malchance, il n'est plus très frais.
Pour l'épreuve d'immunité, deux aventuriers de chaque équipe seront nommés "fugitifs". Ils devront démonter une partie d'une palissade avant de la franchir. Le but est que l'équipe adverse attrape le fugitif. Et ce sont Alban (Tinggi) et Nessim (Lankawaï) qui sont nommés fugitifs. 
Manon est toujours sous observation et Loïc étant blessé aux adducteurs, est contraint de ne pas faire l'épreuve. Résultat : deux aventuriers de moins pour disputer l'épreuve chez les rouges. Corinne, Cédric et Christophe ont tiré la boule noire. Mais finalement, ce sont eux les rouges qui remportent le totem et sont dispensés de conseil.
Après l'épreuve, il y a embrouille chez les jaunes. Isabelle reproche à l'équipe qu'il y aurait dû y avoir comme fugitif, une personne plus svelte que Nessim et qu'elle a fait le mauvais choix. Au point même que Margot et Charlaine la surnomment "Caliméro".
Chez les rouges, pas de conseil et pas de repas non plus, surtout que les jeunes sont faibles et affamés et que les anciens se bougent pour chercher de la nourriture, ce qui exaspère Chantal et Bruno. Les tensions sont encore présentes chez les jaunes. Corinne, Margot et Charlaine ont décidé de faire une pause, ce qui ne plait pas à Isabelle et aux hommes.
Les médecins ont déclaré apte au retour de Manon sur le camp et les épreuves, mais cette dernière déclare ne plus avoir envie de continuer l'aventure et a rédigé une lettre de départ à ses amis rouges.

Les Tinggi sont donc peinés du départ de Manon et ont emballé ses affaires.
Au conseil, Isabelle est éliminée. Ses coéquipiers jaunes ont été vite agacés par ses emportements.

### 5eépisode: retour d'Isabelle et changement de camp
Cet épisode a été diffusé le 22 mai 2015.
Le 13ème réveil de l'aventure des Lankawaï s'annonce compliqué, surtout pour Christophe, qui n'a pas digéré les votes de Charlaine et Margot à son encontre, au conseil la veille. Chez les Tinggi, le petit-déjeuner sera à base de citron récupéré le premier jour de l'aventure. Tout se passe bien sauf pour Loïc qui a ressenti une douleur aux adducteurs la nuit passée.
Avant que le jeu de confort commence, Denis annonce que Loïc est contraint d'abandonner le jeu sur décision médicale à cause des douleurs aux adducteurs. Les Tinggi sont donc frustrés et découragés. Mais comme cet abandon est considéré comme médical, le dernier aventurier éliminé au conseil, à savoir Isabelle, reviendra en jeu, mais chez les rouges cette fois-ci (puisqu'elle était chez les jaunes).
L'objectif du jeu de confort est de briser sept cibles à l'aide d'une catapulte. Et ce sont les Lankawaï qui remportent le petit-déjeuner complet, composé de croissant, de café, de chocolat en poudre, d'œufs ou encore de beurre et de pain.
Les tinggi sont dépités et Jeff le fait bien savoir, son caractère sanguin s'emballe. Denis leur annonce, par la suite, que les deux équipes changeront de camps ; les jaunes iront chez les rouges et les rouges chez les jaunes.
Les jaunes se régalent de viennoiseries, alors que les rouges sont découragés par les abandons de Manon et Loïc, et de leur défaite.
Les équipes s'apprêtent maintenant à changer de camp et replient bagages et Isabelle, qui est arrivée chez les Tinggi, découvre avec stupéfaction son ancien camp (anciennement jaune) vide et sans bannière. Mais elle découvre les rouges arrivant sur une embarcation et commence à créer des liens avec eux en leur rendant service.
Les rouges profitent de la plage bien dégagée des Lankawaï et vont se baigner, tandis que les jaunes peinent à trouver de la nourriture et Marc est bien décidé à refaire la cabane non-étanche des rouges. Cédric profite d'être sur cette île pour chercher le collier d'immunité grâce à la carte qu'il a trouvée le 1er jour d'aventure, mais ce qu'il ignore c'est que Mélissa a déjà le collier en sa possession.
L'épreuve d'immunité consiste à casser un maximum de vase en terre cuite à l'aveugle et guidé. Les Lankawaï l'emportent.
Les Tinggi doivent trancher entre éliminer Isabelle (arrivée dernière dans l'équipe) ou voter contre Mélissa pour qu'elle sorte son collier. Chantal veut voter Mélissa car, pour elle, son collier sortira un moment ou un autre. 
Mélissa, qui a confiance en Jessica lui demande si cette dernière lui signalerait si le reste du groupe voteraient contre elle pour faire sortir son collier, Jessica lui a répondu qu'elle préfèrerait ne pas se mêler de cette histoire.
Lors du conseil, c'est Isabelle qui est éliminée et Mélissa a bien fait de ne pas sortir son collier car seule Chantal a voté contre elle, ce qui aurait annulé qu'un seul vote. Le vote noir de Benoît contre Loïc est annulé car Loïc n'est plus en jeu et Isabelle se dit déçue par sa deuxième élimination.

### 6eépisode: émotion et tension
Cet épisode a été diffusé le 29 mai 2015.
Isabelle est sortie au conseil, mais Mélissa et Jessica ont eu un vote chacun contre elles, ce qui les chagrine.
Chantal a bien voté Mélissa et Jessica pense fort que c'est Isabelle qui a mis son nom dans l'urne. Chantal est quant à elle surprise et frustrée qu'elle seule ait voté Mélissa et que cette dernière n'ait pas sorti son collier.
Au réveil, Chantal est vexée du comportement de son groupe, qui ne l'a pas avertie de leur changement de vote, et Mélissa est suspicieuse, l'ambiance chez les Tinggi est donc tendue. Chez les Lankawaï, les hommes s'occupent de la cuisine tandis que les femmes, à savoir Margot, Corinne et Charlaine, s'occupent d'elles sur la plage et Marc voit cette situation d'un mauvais œil.
Côté rouges, Bruno est peiné que Chantal soit déçue de lui et décide de lui rendre service en allant à la pêche aux crustacés.
Pour l'épreuve de confort, deux aventuriers, un jaune et un rouge, doivent récupérer un bâton pour bloquer la course de l'équipe adverse. Le reste des aventuriers doivent transporter une malle sous l'eau jusqu'à ce que la corde les bloque et finalement, ce sont les Tinggi qui remportent l'appel aux proches.
Les Lankawaï rentrent sur leur camp dans la douleur de la défaite, ils ne pourront donc pas appeler leurs proches. Un moment plein d'émotions pour les Tinggi qui peuvent appeler leurs proches (compagnon, parent, frère/sœur...) ils repartent sur leur camp reboostés. Chez les jaunes en revanche, le réveil est difficile. Surtout pour Corinne et Margot qui repensent aux paroles laissées par leurs proches.
Le principe de l'épreuve d'immunité est simple : un candidat de chaque équipe se tient sur une planche tenue en équilibre par ses coéquipiers. Petit à petit, chaque équipe verra un aventurier se retirer de la corde. Chez les jaunes c'est Charlaine qui est en équilibre, quant aux rouges, c'est Mélissa qui est debout sur la planche. 

Mais après une force acharnée, ce sont une nouvelle fois les Tinggi qui l'emportent et repartent avec le totem.
Chez les Lankawaï, Margot n'est pas en forme et est prise de vomissements. Une dispute éclate entre Nessim et Christophe : Nessim ne supporte pas de voir Christophe manger de la canne à sucre alors que lui et Sébastien partent chercher du bois. 
Un bon nombre de jaunes ne supporte plus la fainéantise de Christophe et celui-ci risque de payer les pots cassés au conseil et il n'est pas le seul, Corinne est également pointée du doigt.
Finalement au conseil, les jaunes éliminent Christophe plutôt que Corinne.

### 7eépisode: réunification
Cet épisode a été diffusé le 5 juin 2015.
Après le conseil, qui a vu le départ de Christophe, les jaunes ont vite décidé de l'oublier et de s'inquiéter de la réserve de riz devenue très maigre.
L'épreuve de confort débute avec le jeu des nasses, où les candidats doivent ramener le plus rapidement possible une nasse en mer. Pour cela, ils doivent s'élancer dans un relais pour libérer au fond de l'eau la corde qui relie la nasse. Marc tire la boule noire. Pendant l'épreuve, Margot se blesse, nécessitant l'arrivée des secours. L'épreuve a été interrompue et les règles ont été légèrement modifiées à la reprise du jeu. Les Tinggi, qui ont pris une longueur d'avance sur les jaunes, en ressortent victorieux une troisième fois de suite et ne sont pas déçus de leur récompense : hamburgers, frites et boissons sucrées pour reprendre des forces !
Denis annonce l'arrivée de la réunification le lendemain même et que chaque tribu devra choisir un ambassadeur de la tribu opposée.
Les rouges, après moult réflexions et dégustations de frites, nomment Cédric pour être l'ambassadeur jaune. Les jaunes, eux, choisissent Jeff comme ambassadeur adverse. En revanche, Jeff fait savoir à son équipe qu'en cas de doute avec Cédric sur le choix du nom de la personne à éliminer, il ne souhaiterait pas aller au tirage de la boule noire. Jeff refuse également de mettre le nom d'Alban et de 2 autres rouges, Alban conseille à Jeff d'analyser et de décortiquer les paroles de Cédric en le laissant parler.
Jeff et Cédric se retrouvent désormais face-à-face et Denis leur annonce que Margot, à cause de sa blessure dans l'épreuve de confort, ne reviendra pas en jeu et que Christophe fera son retour. Jeff et Cédric se mettent d'accord sur le choix du lieu de réunification : le camp rouge. Les jaunes reçoivent un message leur annonçant de rejoindre les rouges. Les jaunes se montrent ravis mais à leur arrivée sur le camp rouge, l'accueil est plutôt froid... Du côté des ambassadeurs le choix ne se concrétise pas, Cédric propose de mettre Alban en raison de son stratagème. En échange, Jeff lui demande de ne pas le trahir et de ne pas lui faire "à l'envers" par la suite. Cédric manipule Jeff et ce dernier tombe littéralement dedans en acceptant sa proposition. Christophe fait son retour sur le camp réunifié et tout le monde est satisfait, sauf Charlaine... Les jaunes se méfient désormais du revenant revenchard qui peut mettre au point une stratégie solide.
Jeff et Cédric reviennent sur le camp et Jeff annonce à Alban son élimination. Jeff pense de suite qu'il a trahi Alban mais ce dernier ne lui en veut pas. Il accuse plutôt Cédric et Marc comme étant les investigateurs de son éviction et d'avoir manipulé Jeff. Denis Brogniart arrive sur l'île pour raccompagner Alban qui se dit outré par son élimination. Alban devient le 1er membre du jury final.
L'épreuve d'immunité, maintenant devenue individuelle, débarque avec le jeu de l'étoile. Les aventuriers doivent se placer en appui entre deux planches de 6mm les pieds sur des cales. Denis annonce au passage que Corinne et partie à l'infirmerie. Marc remporte le totem.
Les stratégies et les manipulations vont bon train dans le camp réunifié, d'autant que la victoire de Marc dérange Jeff qui avait bien envie de le faire sortir. Il tranche maintenant entre Charlaine, Sébastien ou encore Christophe. Cédric continue tant bien que mal à manipuler Jeff en lui révélant que Charlaine à un collier et qu'il vaut mieux mettre Sébastien sur le papier mais comme Charlaine est votée noir par Christophe, cette dernière aurait été en danger. Jeff tombe une nouvelle fois dans le piège de Cédric.
Le conseil a lieu et les aventuriers abordent le sujet des ambassadeurs et de la stupeur des ex-rouges. Le plan de Cédric a fonctionné en faisant sortir Jeff avec 6 votes contre lui contre 5 pour Sébastien. Cédric lui révèle alors son plan avec Nessim et Jeff est agacé par le comportement de Nessim qui lui a menti au sujet de Cédric. Denis annonce à Jeff qu'il est le 2e membre du jury final aux côtés d'Alban.

### 8eépisode: La chute de Cédric
Cet épisode a été diffusé le 12 juin 2015.
Le retour du dernier conseil est mitigé car un clash se forme entre Cédric et Jessica. Jessica est en colère contre Cédric en l'accusant de jouer par stratégie et d'être mythomane. Cédric est pourtant droit dans ses retranchements avec la volonté d'éliminer rouge par rouge. Marc est également dans le viseur de Jessica en admettant qu'il aurait agi de la même manière que Cédric.
Alban n'en croit pas ses yeux lorsqu'il voit apparaître Jeff à la résidence du jury final. Il confirme auprès de Jeff de ne pas lui en vouloir et que selon lui, Marc et Cédric ont tout manigancé. Jeff regrette très profondément d'avoir éliminé Alban en écoutant Cédric et promet de se racheter s'il revenait en jeu.
Sur le camp, Cédric s'en réjouit encore de la naïveté de Jeff contrairement à Nessim qui se sent mal vis-à-vis de lui avec ce sentiment de l'avoir trahi. Jessica et Mélissa ne supportent pas de passer 18 jours avec les ex-jaunes. Corinne apprend qu'elle devra quitter le jeu sur décision médicale car elle ne doit plus poser son pied pendant 10 jours. Elle aura cependant le droit de faire partie du jury final.
L'épreuve de confort consiste à porter des sacs dans plusieurs parcours. Les sacs pèsent 7 kg pour les hommes contre 4 kg pour les femmes. Marc et Chantal se disputent sur les choix des dons de sacs aux autres aventuriers (pour qu'ils aient une charge plus lourde). Jessica gagne cette épreuve et remporte une nuit dans un hôtel avec cocktail à volonté, piscine et nourriture. En parallèle, Denis annonce que Corinne a été contrainte à l'abandon médical à cause d'une infection au pied et comme c'est un abandon qui se remplace par le dernier aventurier éliminé, Jeff réintégrera le camp au grand plaisir de Jessica. Les jaunes, eux, sont dépités.
Le bateau de Jeff arrive sur le camp ! Ce dernier est heureux de retrouver Chantal, Bruno, Mélissa et Christophe. L'ambiance est contrastée par le bonheur des ex-rouges et la froideur des ex-jaunes. Jeff n'adresse aucun regard à Cédric et Nessim. Pourtant, Nessim souhaite s'adresser à lui, lui expliquant son regret de s'être allié à Cédric et de son comportement avant le conseil. Mais malgré cela, Jeff semble avoir perdu toute confiance envers Cédric et Nessim. Désormais, les jaunes souhaitent voter au mérite mais toujours en éliminant les rouges. Mélissa fait partie de ces rouges qui sont dans le viseur des jaunes mais ces derniers ignorent qu'elle a le collier.
Bruno et Chantal ramènent de l'autre côté de l'île une caisse sur le camp contenant des photos d'eux enfants et des sachets de bonbons. Chaque aventurier raconte des anecdotes autour des photos ce qui leur rend le sourire.
Reboostés, les aventuriers disputeront l'épreuve d'immunité. Jessica fait également son retour après son excellent séjour à l'hôtel. Le but de l'épreuve du paresseux est de rester suspendu à un gros rondin de bois à l'aide des mains et des jambes.
Chantal reste le plus longtemps et remporte le totem.
Avant le conseil, Jessica souhaite que Nessim vote contre Cédric mais Nessim est dubitatif entre deux choix.
Au conseil, Mélissa sort son collier ce qui annule 6 voix contre elle et entraîne l'élimination de Cédric. Jeff ayant 2 voix grâce à son vote noir en a profité pour le faire sortir.

### 9eépisode: les liaisons dangereuses
Cet épisode a été diffusé le 19 juin 2015.
Jeff est triomphant à la suite du conseil. Pour lui, avoir fait sortir Cédric était un acte de vengeance pour Alban. Mélissa est également heureuse de s'être sauvée grâce au collier. Les ex-jaunes, eux, se sentent plus que jamais menacés.
Cédric débarque à la résidence et explique à Alban et Corinne le déroulement du conseil et le fait que Mélissa ait sorti son collier d'immunité. Alban est ravi de le voir éliminé, Corinne est cependant surprise.
Lorsque les candidats arrivent sur les lieux du jeu de confort, Denis Brogniart leur annonce un bouleversement dans le jeu : les épreuves ne se feront plus en individuel mais en binômes, et ce, jusqu'au prochain conseil. Le prochain candidat éliminé au conseil verra son binôme s'entraîner dans sa chute. Les binômes sont : Charlaine et Nessim, Jessica et Jeff, Marc et Christophe, Mélissa et Bruno, Sébastien et Chantal.
L'épreuve de confort est la célèbre épreuve de la dégustation, elle comporte deux manches et une finale. Marc et Christophe remportent la 1re manche tandis que Sébastien et Chantal remportent la 2e. Lors de la finale, c'est Sébastien et Chantal qui la gagnent et partent pour une nuit dans une cabane de pêcheur. Poisson, viande et légumes s'y trouvent.
Les deux aventuriers découvrent un autre décor de la Malaisie. Ils prévoient l'avenir du jeu et se font la promesse de réussir l'épreuve du lendemain. Ils redoutent particulièrement les duos Jeff-Jessica et Marc-Christophe. Du côté du camp, Marc, Nessim et Christophe reviennent de la pêche avec de bonnes trouvailles.
L'épreuve d'immunité s'intitule les colonnes. Les binômes doivent construire deux colonnes le plus vite possible. C'est finalement Jeff et Jessica qui terminent leurs colonnes et sont donc immunisés.
Le matin du 26e jour d'aventure à l'aube d'un conseil crucial où deux candidats seront éliminés, Marc constate que Nessim s'affaiblit et que Charlaine ne fait plus grand-chose non plus. Marc propose à tout le camp un atelier huile de coco et tout le monde met la main à la pâte. Jeff et Jessica profitent de leur immunité pour se concentrer sur la pêche. Marc et Sébastien se mettent d'accord pour voter au mérite, d'autant que Charlaine et Nessim sont de moins en moins efficaces et que Charlaine contrarie les plans des jaunes. Charlaine ne souhaite pas voter contre Mélissa comme le reste des ex-jaunes et elle ne supporte plus Marc qui est trop grand stratège à ses yeux et avec Christophe avec qui le courant ne passe pas. Marc se sent en danger et préfère voir Nessim et Charlaine avec lui. Chantal annonce son vote contre Charlaine. Marc et Christophe voteront aussi contre Charlaine et Bruno.
Le conseil venu, Chantal annonce que certains membres de la tribu réunifiée ne font rien et Nessim et Charlaine se sont reconnus dans ses propos et ceux-ci avouent honnêtement qu'ils n'ont plus d'énergie physique. Avec ces propos, Charlaine se voit éliminée du jeu à la quasi-unanimité des votes et entraîne ainsi Nessim dans sa chute. Les rouges deviennent donc en supériorité numérique.

### 10eépisode: La traîtrise des anciens
Cet épisode a été diffusé le 26 juin 2015.
Le jury final voit l'arrivée de deux aventuriers, et ce sont tous deux des ex-jaunes ce qui réjouit Alban qui pense de suite que les rouges vont reprendre l'avantage. Du côté du camp, les ex-jaunes se sentent plus que jamais menacés et n'ont plus le droit à l'erreur.
Le jeu de confort est le jeu de la boue. Les candidats doivent s'imbiber de boue au maximum afin de remplir des seaux de cette boue. Ils doivent par la suite se rendre sur un pas de tir où ils doivent faire tomber trois statuettes à l'aide des boules qu'ils auront formés avec la boue. Marc la remporte et Denis lui indique que cette récompense est à partager à 2. Il invite donc Bruno pour un déjeuner copieux avec bœuf, frites et mousse au chocolat sur la plage. Pour Marc, Bruno mérite cette récompense et serait logiquement le potentiel candidat gagnant de la saison. Jeff s'énerve du choix de Marc en déclarant : "J'en ai besoin. J'en ai besoin de cette nourriture ! Aujourd'hui, je suis très mauvais perdant".
Selon Chantal, Marc est indispensable sur le camp et pense qu'il est l'un des seuls à savoir trouver de la nourriture.
Marc et Bruno reviennent de leur festin et la pluie bat son plein. Marc pense que sa courte absence a montré aux autres aventuriers qu'il est incontournable sur le camp. Un débat se lance alors à propos de la nourriture, les anciens reprochent aux jeunes de manger la nourriture plutôt que de la chercher. Il y a désormais une rivalité anciens-jeunes qui s'installe.
L'épreuve d'immunité doit absolument être remportée. Il s'agit du parcours du combattant. Jessica remporte la première partie des femmes au coude-à-coude avec Chantal. Chez les hommes, Marc arrive en tête devant Sébastien. Lors de la confrontation finale, c'est Jessica qui s'impose face à Marc et remporte ainsi le précieux totem.
Après avoir perdu cette épreuve, Marc se sent littéralement en danger. Mélissa est en colère contre Christophe car l'aventurier continue de grignoter. L'alliance rouge semble se briser car Chantal trouve Mélissa "nulle" sur les épreuves et préfère se tourner vers Marc. Bruno penche aussi dans la même direction que Chantal et serait même prêt à sacrifier Mélissa.
Lors du conseil, les jeunes avouent qu'ils deviennent faibles et que leur moral chute. Ils reconnaissent le travail des anciens. Lors du dépouillement, c'est Jeff, à la surprise générale qui est éliminé avec 4 voix contre lui, contre 2 pour Marc et Christophe et une contre Mélissa. C'est une surprise car Jeff n'a pas été désigné de suite avant le conseil et Marc était le plus sur la sellette. Bruno avoue à Jeff d'avoir voté contre lui avec Marc et Chantal. Jeff en veut donc à son ancien allié d'aventure et a été une nouvelle fois trahi...

### 11eépisode: une tribu blanche divisée
Cet épisode a été diffusé le 3 juillet 2015.
Voilà déjà 30 jours que les aventuriers défendent leurs titres.
 À la suite du départ de Jeff, Marc déclare continuer sa route avec les anciens à savoir Chantal et Bruno. Mélissa et Jessica sont quant à elles choquées des votes de Chantal et Bruno (ex-rouges) contre Jeff. L'alliance rouge est désormais rompue.
Jeff fait un retour surprise à la résidence du jury final et explique à tout le groupe le retournement de veste de Bruno et Chantal en votant contre lui. Cédric pense que les ex-jaunes ont réussi à tirer leur épingle du jeu et que la tribu blanche est maintenant réelle.
Pour le jeu de confort, les candidats disposent d'une table à bascule et d'une corde servant à la stabiliser. Le but est d'arriver à y positionner sept blocs en équilibre pour gagner. Mélissa remporte le jeu et Denis lui annonce qu'elle va pouvoir partager un moment en compagnie de malaisiens dans un village avec repas et petit-déjeuner avec un autre aventurier, elle choisit Jessica.
Les aventuriers vont avoir le bonheur de lire le courrier de leurs proches. Marc a les larmes aux yeux en lisant la lettre de sa fille et Sébastien apprend qu'il a eu son diplôme !
Mais vient l'épreuve d'immunité où il faudra délivrer un morceau de bois sculpté en forme de tortue de mer emprisonné à une corde. Marc y arrive et gagne le totem d'immunité.
Pendant le conseil, il y a d'un côté les anciens et de l'autre les jeunes et chaque groupe se défend des accusations de l'autre. Marc constate que son association avec Chantal et Bruno est valeureuse. Jessica souhaite avoir une explication à propos du pacte rouge brisé par Chantal et Bruno. À la suite de cela, c'est Christophe qui sort à l'unanimité du fait de son inactivité sur le camp.

### 12eépisode: Mélissa et Jessica se rebellent
Cet épisode a été diffusé le 10 juillet 2015.
Face à cette division, Mélissa et Jessica décident de s'isoler du groupe et de faire cavalier seule car elles se sentent en danger. Les anciens sont toujours soudés et Sébastien s'allie à eux.
L'épreuve de confort consiste à casser des poteries appartenant à leurs adversaires. La récompense est un choc pour tout le monde ! Un à un, ils voient débarquer leurs proches. Chantal, qui a pourtant un fort caractère, s'effondre en larmes. S’ils gagnent cette épreuve, ils pourront profiter d'un agréable moment avec leurs proches dans un endroit typique de la Malaisie. Bruno la remporte et va pouvoir profiter d'un lit, d'une douche et d'un repas avec son épouse.
De retour au camp, Marc s'affaiblit et Sébastien souffre du manque de nourriture. Chantal lui suggère d'aller chercher des bigorneaux. Il en revient qu'avec une toute petite poignée qui ne va pas nourrir tout le monde. Marc s'y met et en revient avec une belle pêche. Il s'énerve par la suite contre Sébastien en pensant que ce dernier en a ramené uniquement pour lui. Sébastien réplique en lui disant qu'il va en chercher dans son coin. Marc ne le trouve par la suite pas assez valeureux pour rejoindre son trio. Jessica propose alors à Sébastien une alliance mais ce dernier compte toujours rejoindre les seniors.
Sébastien est contrarié à cause de l'acharnement qu'ont mis Marc et Bruno à lui casser sa dernière poterie et Jessica propose donc à Sébastien un plan. Elle connait le vote noir de Christophe et souhaite que Sébastien vote la même chose qu'elle et Mélissa. Sébastien semble aussi connaître le vote noir de Christophe.
Le jeu d'immunité est la proue. Face à la mer, les participants s'accrochent à un trapèze fixé derrière eux et seront au fur et à mesure de plus en plus penchés en avant, ce qui exerce une pression sur leurs mains et leurs bras. Marc remporte une seconde fois consécutive l'immunité.
Après de longue réflexion, Sébastien ne suivra pas l'alliance de Mélissa et Jessica. Ainsi, les filles sont une nouvelle fois sur la sellette.
Lors du conseil, il y a d'un côté Marc, Chantal et Bruno plus unis que jamais, d'un autre Mélissa et Jessica qui montrent leur mécontentement du départ de Jeff en ne faisant plus rien sur le camp et Sébastien qui est proche du trio mais s'inquiète d'être la quatrième roue du carrosse. Marc reparle du ton donné à Sébastien concernant les bigorneaux en lui révélant que ce n'était qu'une simple leçon de morale.
Les votes sont partagés entre Jessica et Chantal, mais c'est finalement Jessica qui est éliminée avec 4 voix contre 3 pour Chantal. Le vote noir de Christophe contre Chantal n'aura pas suffi.

### 13eépisode: Mélissa, seule contre tous
Cet épisode est diffusé le 17 juillet 2015.
La finale approche à grands pas et à ce stade de l'aventure, un véritable fossé s'est créé. D'un côté l'alliance durable des anciens Bruno, Chantal et Marc, et de l'autre les jeunes Mélissa et Sébastien. Marc et Chantal sont surpris du fait que Sébastien s'allie à Mélissa et Jessica pour former une alliance avec elles sans leur dire. Melissa se dit rassurée de ne pas être éliminée au conseil et compte faire tomber les plans des anciens.
Jessica se rend au jury final est ravie de retrouver tous les membres, surtout Alban.
L'épreuve de confort consiste à lancer quatre noix de coco dans des filets. Sébastien la remporte et peut bénéficier d'un repas et d'un massage. Il hésite d'emmener avec lui Mélissa ou Chantal mais finira par choisir la plus jeune ce qui provoque l'exaspération de Chantal.
Lors du confort, Mélissa et Sébastien sont aux anges ! Ils peuvent désormais manger à leur faim, prendre une douche, profiter d'un bon massage et quitter la mauvaise ambiance du camp. Lors du prochain conseil, Sébastien déclare à Mélissa qu'il votera contre Chantal et surtout pas contre Marc car il n'a pas oublié la parole de ce dernier de l'emmener à l'orientation.
Le lendemain, les deux chanceux rentrent sur le camp et les anciens protègent le feu. Marc s'aperçoit que Mélissa et Sébastien n'ont pas oublié leur récompense et qu'ils ne leur viennent pas en aide. À la suite de cela, Chantal décide de partager le riz à Bruno et Marc seulement afin de priver les jeunes de nourriture.
La dernière épreuve d'immunité de la saison est un parcours du combattant. Marc s'impose en maître au départ, mais c'est Mélissa lors du passage dans un labyrinthe inversé qui remporte le totem et donc sa place pour l'orientation.
Le lendemain, Bruno part chercher le collier d'immunité et, par chance, le trouve ! Mélissa et Sébastien ne se motivent pas sur le camp et trouvent malsain le fait que les séniors cherchent de la nourriture pour eux-mêmes. Bruno estime que Mélissa est plus méritante que Sébastien et par la suite une dispute éclate entre Marc et Sébastien ce qui met en danger le jeune diplômé.
Au conseil, Sébastien est largement sur la sellette, il ne peut compter que sur l'aide de Mélissa. Cependant, une égalité a lieu entre lui et Chantal. Un second scrutin à lieu et élimine Sébastien aux portes de la finale, étant donné que le vote noir de Jessica contre Chantal n'a pas été comptabilisé au second tour.

### 14eépisode: La finale
Cet épisode a été diffusé le 24 juillet 2015.
Sébastien débarque à la résidence du jury final ce qui déçoit un bon nombre d'ex jaunes et leur raconte la dispute qu'il a eu avec Marc concernant la nourriture. On apprend également que Mélissa fait partie des favoris du jury final.
Marc, Mélissa, Bruno et Chantal vont s'apprêter à l'épreuve d'orientation. Pour la remporter, ils doivent trouver trois poignards dissimulés dans trois zones différentes en s'aidant de repères comme : le palmier araignée, l'arbre prisonnier et la souche étroite. Dans un rayon de 20 pas autour de ces repères, une balise y est cachée où est inscrite dessus un nombre (nombre de pas) et une couleur correspondant à une direction (nord, nord-est...) et pour connaitre le rapport entre la couleur et le nombre, ils doivent se référer à la table d'orientation.
Bruno, Chantal et Marc choisissent chacun un repère et partent. Mélissa préfère mémoriser les directions et choisit par la suite la souche étroite où est Chantal. Mélissa trouve une souche, mais c'est Chantal qui a la bonne. Bruno trouve le palmier araignée. Marc est complètement perdu. Chantal trouve la balise et part à la table d'orientation mais Mélissa l'a vue fuir et se rend compte qu'elle cherche à la mauvaise souche. Elle trouve la balise par la suite et comme elle a mémorisé les directions, elle sait qu'elle doit aller vers le sud. C'est finalement Chantal qui trouve le poignard la première au bout de 34 minutes de jeu. Marc qui s'était perdu, finit par trouver le second poignard et se qualifie sur les poteaux. Mélissa se dirige donc vers Bruno et trouve également le palmier araignée puis la balise et file mine de rien vers l'ouest où elle trouve le troisième et dernier poignard au bout de 3 heures. Mélissa rejoint donc Chantal et Marc sur les poteaux. Bruno est définitivement éliminé.
Les trois derniers aventuriers rejoignent Denis pour la mythique épreuve des poteaux. L'épreuve s'annonce corsée car il y a beaucoup de vent et de pluie et Marc peine à se tenir en équilibre. Chantal ne bouge pas d'un centimètre ce qui est impressionnant. Au moment d'enlever la deuxième solive, Marc vacille au bout de 2 heures et 30 minutes de jeu. Au bout de 2 heures et 40 minutes, les filles doivent enlever la dernière solive et Mélissa chute.
Chantal remporte les poteaux et choisit d'affronter au jury final Marc avec qui elle a eu une forte alliance depuis la réunification.
Les 11 membres du jury final (Alban, Corinne, Cédric, Charlaine, Nessim, Jeff, Christophe, Jessica, Sébastien, Bruno et Mélissa) et votent à leur tour durant le conseil final.
À la surprise de tous et alors que son attitude était peu appréciée par les autres aventuriers, c'est Marc qui remporte cette édition avec 9 voix contre 2 pour Chantal et les 100 000€ qu'il compte verser à une association.

## Audiences
La moyenne de cette saison est de 5,625 millions de téléspectateurs pour 27,0 % de PDM.
| Émission    | Jour et horaire de diffusion           | Nombre de téléspectateurs | Part de marché sur les 4 ans et plus | Référence |
| ----------- | -------------------------------------- | ------------------------- | ------------------------------------ | --------- |
| 1           | Vendredi 24 avril 2015 (20:55-23:25)   | 5 881 000                 | 27,6 %                               | [ 2 ]     |
| 2           | Vendredi 1er mai 2015 (20:55-23:00)    | 6 066 000                 | 26,5 %                               | [ 3 ]     |
| 3           | Vendredi 8 mai 2015 (20:55-23:15)      | 5 987 000                 | 27,4 %                               | [ 4 ]     |
| 4           | Vendredi 15 mai 2015 (20:55-22:55)     | 5 585 000                 | 25,0 %                               | [ 5 ]     |
| 5           | Vendredi 22 mai 2015 (20:55-22:45)     | 5 985 000                 | 25,8 %                               | [ 6 ]     |
| 6           | Vendredi 29 mai 2015 (20:55-22:40)     | 5 567 000                 | 24,4 %                               | [ 7 ]     |
| 7           | Vendredi 5 juin 2015 (20:55-23:30)     | 5 485 000                 | 27,5 %                               | [ 8 ]     |
| 8           | Vendredi 12 juin 2015 (20:55-22:50)    | 5 925 000                 | 26,6 %                               | [ 9 ]     |
| 9           | Vendredi 19 juin 2015 (20:55-22:50)    | 5 676 000                 | 26,4 %                               | [ 10 ]    |
| 10          | Vendredi 26 juin 2015 (20:55-23:05)    | 4 845 000                 | 23,8 %                               | [ 11 ]    |
| 11          | Vendredi 3 juillet 2015 (20:55-22:40)  | 5 105 000                 | 26,0 %                               | [ 12 ]    |
| 12          | Vendredi 10 juillet 2015 (20:55-22:45) | 5 306 000                 | 28,2 %                               | [ 13 ]    |
| 13          | Vendredi 17 juillet 2015 (20:55-22:45) | 5 244 000                 | 27,9 %                               | [ 14 ]    |
| 14 (Finale) | Vendredi 24 juillet 2015 (20:55-23:50) | 6 099 000                 | 34,7 %                               | [ 15 ]    |

Légende :
- plus hauts scores d'audiences
- plus bas scores d'audiences